# Hemicryllis alboguttata
Hemicryllis alboguttata – gatunek chrząszcza z rodziny kózkowatych i podrodziny zgrzypikowych. Jedyny przedstawiciel rodzaju Hemicryllis.

## Zasięg występowania
Gatunek ten występuje na Półwyspie Malajskim.